# Csitár
Csitár es un pueblo ubicado en el condado de Nógrád, Hungría.

## Superficie
Posee una superficie de 16,85 kilómetros cuadrados.

## Demografía
Hasta 2021 la población era de 365 habitantes, con una densidad de población de 21,66 habitantes por kilómetro cuadrado.